# Municipio de Madzharovo
El municipio de Madzharovo (en búlgaro: Община Маджарово) es un municipio de la provincia de Haskovo, Bulgaria, con una población estimada a final del año 2017 de 1716 habitantes. 
Se encuentra ubicado en el centro-sur del país, cerca de la frontera con Grecia y Turquía. Su capital es la ciudad de Madzharovo.